# Скорбященский монастырь (Москва)
Скорбященский монастырь — бывший женский православный монастырь, основанный в Москве в 1891 году. На территории монастыря были построены четыре церкви, в том числе и единственный сохранившийся до наших дней храм Всемилостивого Спаса. В 1929 году три церкви и большинство монастырских построек были разрушены.
Монастырь находится на территории современного Новослободского парка.
Сохранились по сей день и охраняются государством — обезглавленный собор Спаса Всемилостивого на углу Новослободской улицы и Вадковского переулка, рукодельный корпус (1911, архитектор Сергей Ильинский), часовня на могиле Смирновой, подвалы кладбищенского храма Трёх Святителей и участки ограды.
В 1995 года церкви было возвращено только здание рукодельного корпуса, где размещался спортзал. Там стали проводить богослужения и собрания воскресной школы. В 2016 году в собственность Русской православной церкви передан рукодельный корпус, а в 2019 года — собор Всемилостивейшего Спаса.

## История
В середине XIX века территория между Бутырской тюрьмой и Бутырской заставой Камер-Коллежского вала представляла собой редко застроенную сельскую местность; крупнейшее домовладение в окру́ге, к северу от Вадковского (тогда Витковского) переулка занимала усадьба князя Владимира Голицына. По преданию, на этих землях некогда уединялся отшельник Василий Блаженный.
В 1856 году княгиня Прасковья Голицына учредила в своей усадьбе домовую церковь во имя иконы Божией Матери «Всех Скорбящих Радость». Храм, освящённый 18 (29) октября 1856 года митрополитом Филаретом, стал ядром будущего монастыря. Этот день и считается днём основания обители, а основательницей была дочь Владимира и Прасковьи Голицыных — Александра.
Первый приют для иногородних монахинь был учреждён в 1865 году; к нему вскоре добавилась больница в стенах голицынского дома. 6 сентября 1889 года Синод официально преобразовал голицынский приют в общежительный женский монастырь. В 1891 году на деньги купеческой вдовы из Воскресенска Акилины Смирновой заложили монастырский собор, который был освящён через три года.
В 1889—1894 годах был выстроен краснокирпичный пятиглавый собор Всемилостивого Спаса. Собор сооружён по проекту Ивана Владимирова в русском стиле, популярном при Александре III. Ныне обрубок его колокольни выходит непосредственно на красную линию Новослободской улицы, но в XIX веке вокруг собора был обширный зелёный сад. Третий храм, в трапезном корпусе, был освящён в 1900 году, четвёртый, при кладбище — в 1910-м.
В 1900—1902 годах по проекту архитектора Сергея Родионова были возведены монастырская ограда, трапезная и школа.
В 1910 году по проекту архитектора Петра Виноградова выстроена церковь Трёх Святителей.
В 1910—1911 годах открылись училища при монастыре (3-е Московское епархиальное женское училище), в 1916-м — женский богословский институт (современное здание отделения милиции по Вадковскому переулку). Иконописание в монастыре преподавал Николай Пашков — совладелец мастерской «Наследников П. П. Пашкова». К 1915 году в монастыре было 265 монахинь.
В 1918 году монастырь был упразднён. Монахини остались на месте, организовав в обители швейную артель. В ходе экспроприации церковного имущества в 1922 году из бывшего монастыря изъяли 19 пудов серебра; настоятель храма Спаса Всемилостивого Михаил Славский был осуждён на пять лет лагерей. В том же 1922 году в монастыре расквартировали кавалерийские части (при том, что ещё в 1924 году здесь оставались жить до 60 монахинь).
В 1929 году три малых храма и некоторые другие постройки были разрушены. По словам протоиерея Александра Ильяшенко, «в монастыре было много построек, но после революции их уничтожили. Понятно, что советской власти, которая боролась с религией, храмы были не нужны, но почему уничтожались большие, прекрасные хозяйственные постройки, остаётся загадкой. Храм был огорожен большой, красивой стеной. Она тоже была полностью уничтожена, хотя представляла собой великолепное архитектурное сооружение».

## Некрополь
В 1894 году открылось для захоронений монастырское кладбище. До закрытия в 1920 году здесь успели похоронить около 2500 человек, среди них — адвокат Фёдор Плевако, крупный промышленник Николай Второв, купец Константин Казначеев, историк Дмитрий Иловайский, публицист Владимир Грингмут, архитектор Василий Сретенский, философ Николай Фёдоров, Игорь, писатель и критик Юрий Говоруха-Отрок, сын Фёдора Шаляпина.
Кладбище было снесено в 1930 году. На Ваганьковское кладбище были перенесены захоронения членов семьи Плевако, но без надгробия. На месте погоста был разбит детский парк, который ныне отчасти застроен. Прихожанами храма Всемилостивого Спаса собраны материалы об похороненных на этом кладбище.
24 августа 2018 года Мосгорнаследие и префектура ЦАО официально объявили о переносе сцены, которая в рамках благоустройства парка «Новослободский» должна была разместиться на месте обнаружения подклета храма Трёх Святителей.